# Janusz Klisiński
Janusz Rafał Klisiński (ur. 1950) – doktor habilitowany nauk ekonomicznych.

## Działalność naukowa
- Analiza efektywności marketingu w sektorze małych i średnich przedsiębiorstw
- Marketing w turystyce
- Marketing w polityce
- Sponsoring firm na rynku
- Ubezpieczenia, marketing ubezpieczeń, marketing na rynku pracy
- Zarządzanie i marketing w sporcie
- Zarządzanie i marketing w systemie ochrony zdrowia

Źródło: Politechnika Częstochowska.

## Zajmowane stanowiska
- profesor nadzwyczajny w Akademii Techniczno Humanistycznej w Bielsku-Białej[4]
- były przewodniczący Rady Naukowej, kierownik Katedry Politologii i Administracji oraz Katedry Nauk Ekonomicznych w Wyższej Szkole Ekonomii i Administracji w Bytomiu
- były rektor Wyższej Szkoły Menedżerskiej w Legnicy
- były prorektor Wyższej Szkoły Zarządzania w Częstochowie
- były profesor i kierownik Katedry Marketingu Usług Politechniki Częstochowskiej
- były profesor Wydziału Zarządzania i Marketingu Wyższej Szkoły Zarządzania w Częstochowie
- były profesor Wydziału Ekonomii Wyższej Szkoły Menedżerskiej w Legnicy
- były profesor Instytutu Wychowania Fizycznego Politechniki Częstochowskiej

## Publikacje
- 1998: Strategie marketingowe z zarządzaniu przedsiębiorstwem
- 1988: Jakość usług jako wyznacznik kompozycji marketingu
- 2000: Rola euromenedżera w zarządzaniu europejskim
- 2000: Profesjonalizacja i profesjonaliści w zarządzaniu sportem
- 2002: Reform of health insurance system in Poland
- 2003: Badanie jakości marki hotelu
- 2003: Nowe wyzwania marketingu w wyborach samorządowych bezpośrednich na prezydenta miasta w 2002 r.
- 2006: Marketing samorządu terytorialnego
- 2008: Marketing w biznesie sportowym
- 2009: Finanse i marketing w sporcie
- Znaczenie marketingu partnerskiego w działalności szkół wyższych
- Marketing polityczny – pojęcia definicje,m uwarunkowania i praktyka działania
- The Concept of Marketing and healthcare system in Poland 2001 r.
- Młodzież jako ważna grupa docelowa w marketingu wyborczym